# Vredeskapel (Meerssen)

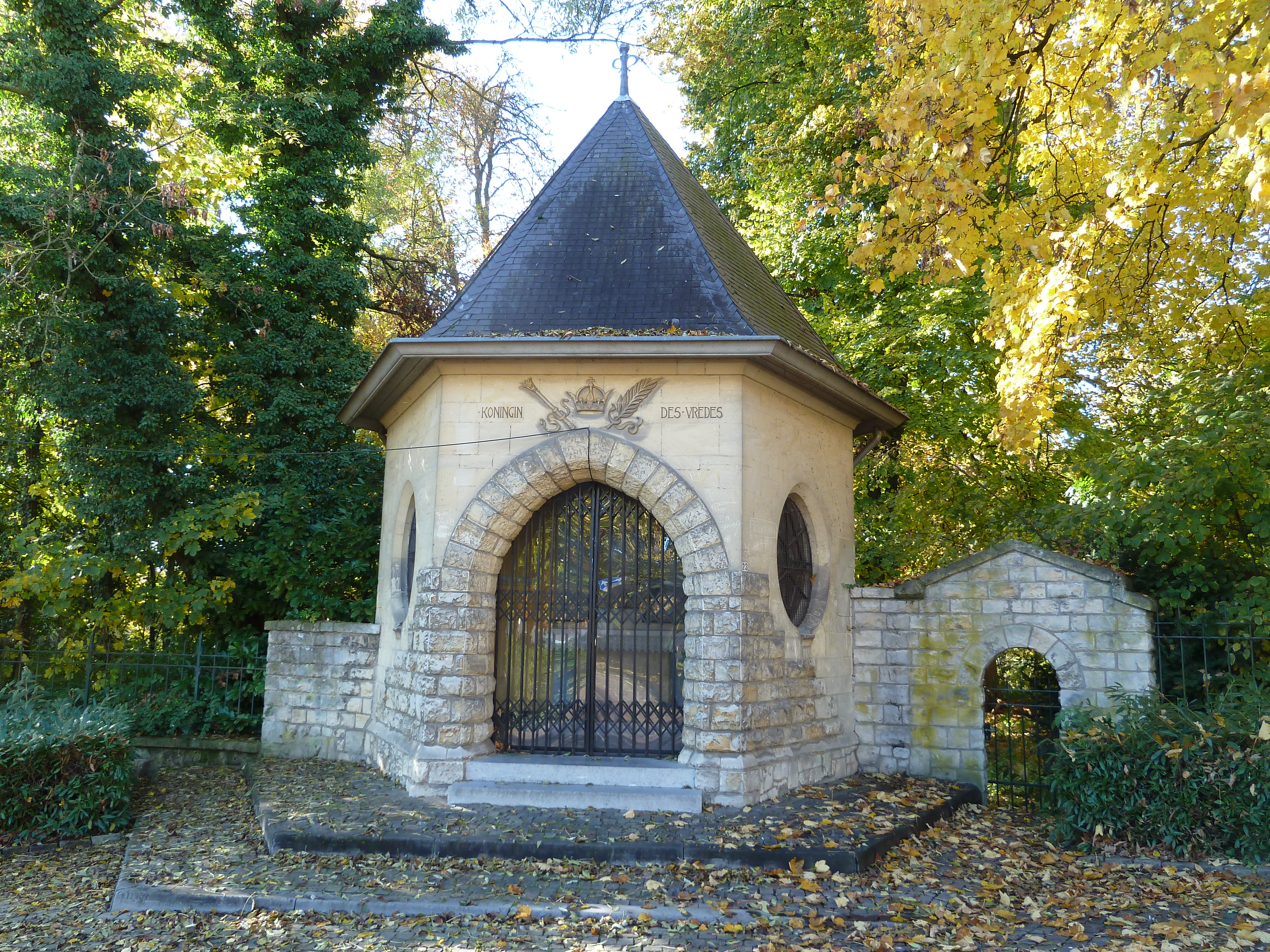
De kapel

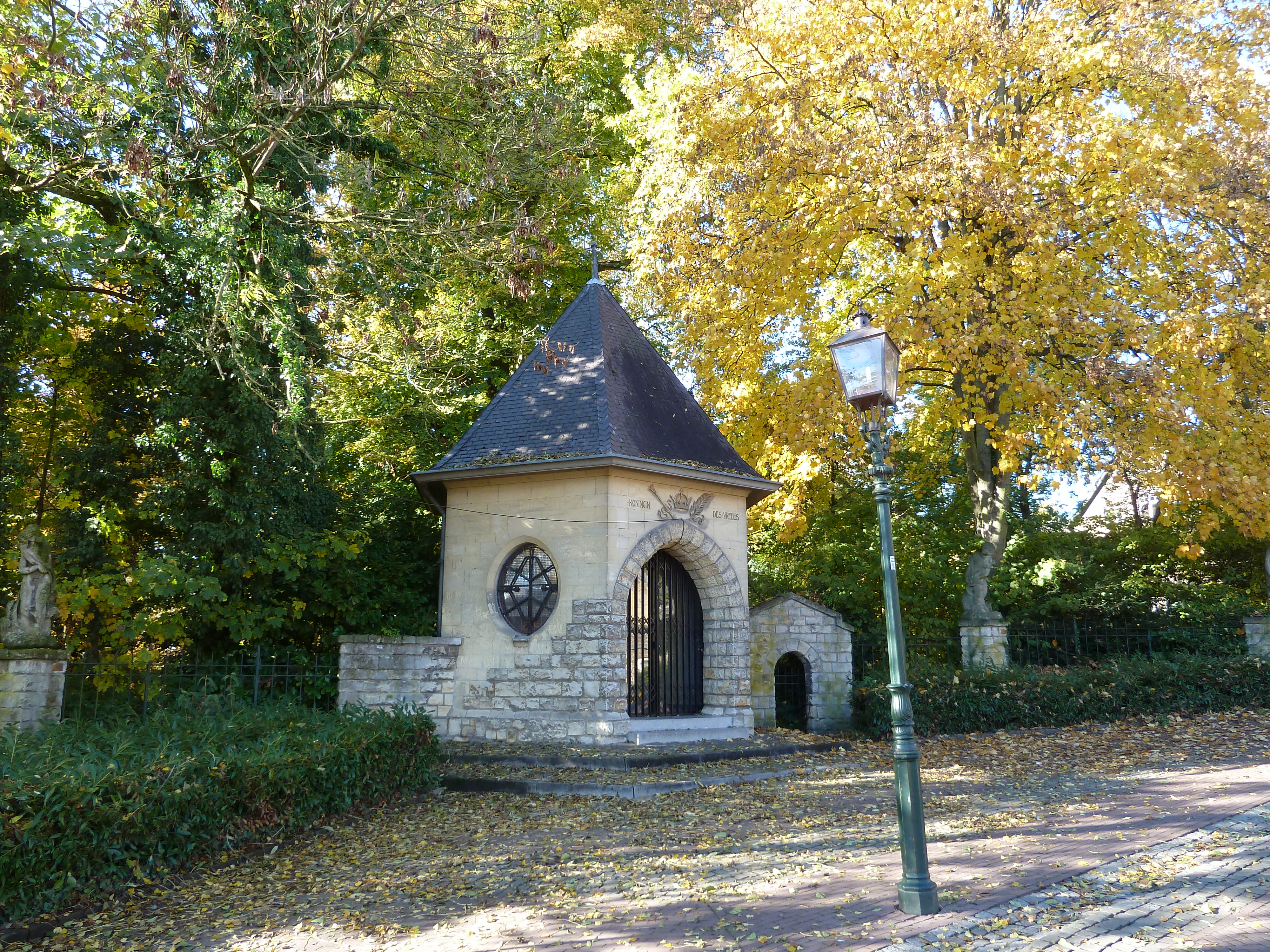
De kapel

De Vredeskapel is een kapel in de plaats Meerssen in de Nederlands Zuid-Limburgse gemeente Meerssen. De kapel staat aan de Markt ten zuidwesten van de Basiliek van het H. Sacrament aan de oostkant van het Proosdijpark.
De kapel is gewijd aan Maria, specifiek aan Onze Lieve Vrouw Koningin van de Vrede, en is geklasseerd als Rijksmonument.

## Geschiedenis
In 1941 werd de kapel gebouwd naar ontwerp van Jos Cuypers om hiermee een belofte in te lossen, namelijk dat ze gebouwd zou worden als tijdens de mobilisatie (1939-1940) geen slachtoffers uit Meerssen zouden vallen.

## Bouwwerk
Het betreft een zeshoekige kapel, gebouwd in mergelsteen en deels in natuursteen, met name de plint en de omlijsting van de toegangspoort. Boven de ingang is de tekst Koningin des Vredes aangebracht, geflankeerd rond een kroon, een scepter en een palmtak. Naast de kapel zijn enkele bijgebouwtjes in natuursteen aangebracht en een viertal beelden, ontworpen door Charles Eyck en vervaardigd door G. Lahaye in 1950. Deze stellen enkele titels van Maria voor, namelijk: Troosteres van de Bedroefden, Koningin van de Engelen, Koningin van de Maagden, Hulp aan de Christenen.
Van binnen is de kapel wit geschilderd en tegen de achterwand is het altaar geplaatst. Boven het altaar is in de achterwand een geprofileerde spitsboogvormige nis van mergelsteen aangebracht die van binnen met naar buiten gerichte bladeren (als een stralenkrans) gedecoreerd is. In de nis staat op een sokkel het Mariabeeldje. 